# Roberto Robles Garnica
Roberto Robles Garnica (San Francisco, California; 24 de noviembre de 1927–Morelia, Michoacán; 23 de enero de 2012) fue un médico y político registrado como mexicano por nacimiento en el consulado de México en San Francisco, Miembro del Partido Revolucionario Institucional en un principio y fundador del Partido de la Revolución Democrática, fue Senador de 1988 a 1994. 
Roberto Robles Garnica fue uno de los principales seguidores de Cuauhtémoc Cárdenas, desde su gobierno en Michoacán, en el cual ocupó el cargo de Secretario General de Gobierno de 1980 a 1982; de 1984 a 1986 fue presidente municipal de Morelia. Postulado candidato a senador por el Frente Democrático Nacional fue elegido y ocupó el cargo de 1988 a 1994. diputado federal y presidente de la Comisión de Salud de 1994 a 1995.
Presidente nacional del PRD en 1993 a la renuncia de Cárdenas y antes de la elección de Porfirio Muñoz Ledo, en 1995 fue precandidato a Gobernador de Michoacán, enfrentándose por la candidatura con Cristóbal Arias Solís, quien ya había sido candidato en 1992, el enfrentamiento llegó a niveles de rompimiento cuando Robles Garnica se negó a reconocer el triunfo de Solís en la elección interna en la cual acusó de fraudulenta y exigía su reposición, la elección fue cancelada por irregularidades sin embargo la candidatura se le otorgó a Arias, quien la ensució, finalmente el Dr. Robles Garnica renunció al PRD y aceptó, durante el gobierno de Víctor Manuel Tinoco Rubí (que derrotó al PRD en la elección constitucional) el puesto de Secretario de Salud, posición que ocupó hasta el fin del mandato en el año 2002.